# Kalderash

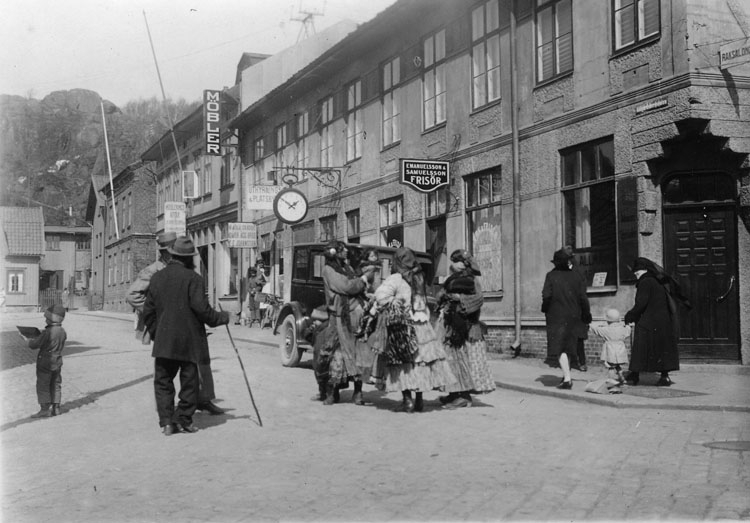
Tre kelderash-romer (i bildens mitt) i Uddevalla, 1920- eller 30-tal.

Kalderash eller kelderash (av rumänska căldărar ’kittelmakare’)  är en romsk grupp som språkligt och historiskt tillhör den valakiska gruppen av romer. Valakiska romer har en historia som är bunden till furstendömet Valakiet, som ligger i bland annat nuvarande Rumänien. När slaveriet av romer upphörde i Valakiet och Moldova i nuvarande Rumänien under 1800-talet började grupper av valakiska romer röra sig över hela världen. 

## Kelderash i Sverige
De första kelderashromerna kom till Sverige i slutet på 1800-talet. Till Sverige kom åtta romska släkter, omkring några hundra individer, mellan år 1860 då det gamla passtvånget upphävdes, och fram till första världskriget år 1914, då polisen gav befogenhet att deportera bland annat romer. Dessa talade främst kelderash och lovar, men även čurari.
Först 1873 kan man på allvar tala om kelderashromers närvaro i Sverige. Ett tysktalande följe slog läger i närheten av Norrtull. De som verkar vara förfäder till dagen svenska kelderashromer kom antagligen omkring 1879 till Sverige. Bland dem märks en Adam Goman, född i dåvarande Ungern, som blev omskriven på grund av sin klädsel och manér.
I Sverige arbetade kelderashromer traditionellt med förindustriella hantverkaryrken såsom förtenning, tak- och fönsterlagning, reparation av musikinstrument och skärslipning som utfördes åt bönderna fram till och med 1950-talet. Dessa yrken var även typiska för resandefolket. Kelderash var tidigare helt kringresande och utförde också olika former av kulturarbete som tältcirkus och tivoli som ofta kombinerades med hantverkartjänsterna. Under 1960- och 1970-talen genomfördes ett antal så kallade statliga interventionsprogram i Sverige efter att raslagarna som förbjöd romer att gå i skolan och vara fast bofasta hävdes år 1959 respektive 1960. Kelderashromerna flyttades då till lägenheter. Deras vagnar och tält brändes och djuren slaktades. Sedan dess har kelderash inte bedrivit någon cirkus- eller tivoliverksamhet i Sverige.

### Släkter
Kelderashromerna i Sverige består av ett antal släkter som bär namn som Taikon, Daikon, Bessik, Dimitri, Demeter, Demetri, Kelderas, Caldaras, Calderas, Columbus, eller kombinationer av dessa namn som efternamn. Dessa kan ärvas både från fadern och från modern.